# Caroline Miller
Pour les articles homonymes, voir Miller.
Œuvres principales
- Les Saisons et les Jours

Caroline Pafford Miller, née le 26 août 1903 à Waycross, en Géorgie, et morte le 12 juillet 1992 à Waynesville, en Caroline du Nord, est une romancière américaine.

## Biographie
Elle grandit dans sa ville natale, avant que sa famille ne déménage à Baxley à la fin des années 1920. Après y avoir obtenu un diplôme de l'école secondaire, elle épouse William D. Miller, qui était son professeur d'anglais, et qui devient responsable des écoles de la région de Baxley.
Elle publie en 1934 Les Saisons et les Jours (Lamb in His Bosom)  qui reçoit le prix Pulitzer du roman en 1934. Une bonne partie de l'inspiration de cette œuvre vient des observations faites par Caroline Miller quand elle achète des poulets et des œufs dans l'arrière-pays américain.
Dix ans plus tard, elle publie Lebanon, un second et dernier roman.

## Œuvre

### Romans
- Lamb in His Bosom (1934) Publié en français sous le titre Les Saisons et les Jours, traduit par Michèle Valencia, Paris, Éditions Belfond, coll. « Vintage », 2013, 437 p.  (ISBN 978-2-7144-5116-3)
- Lebanon (1944)